# رود لینده
رود لینده (به لاتین: Linde) یک رود در روسیه است که در یاقوتستان واقع شده‌است.